# Château d'Orrouy
Le château d'Orrouy est situé sur la commune d'Orrouy, dans le département de l'Oise. Il est partiellement inscrit aux monuments historiques.

## Historique
Le château fut, au XVIIIe siècle, la propriété de la famille de Foucault, originaire du Gâtinais. Il a appartenu à Joseph-Abraham Deshayes de Cambronne, régisseur des insinuations de l'apanage de Louis-Philippe d'Orléans (1747-1793) puis à son fils Arnouph Deshayes de Cambronne (en), adjudant de la garde nationale du Château de Compiègne et aide de camp de Charles X, passa à sa nièce Berthe de Villiers et par alliance à la famille Desfriches Doria (cf. liste des familles subsistantes de la noblesse française), dont le comte Armand Doria, membre de l'Institut de France et son petit-fils Arnauld Doria, historien de l'art et croix de guerre.
Le château d'Orrouy devient le poste de commandement du camp des chars de Champlieu, dirigé par Jean Estienne, le père du char d'assaut, auquel participe le général Paul Dassault (Chardasso) et dont le fils pilote, Georges trace la plus longue route automobile du monde reliant la Méditerranée au Niger, au Tchad, au Congo et dont l'ami Joseph Kessel, commence son roman Les Nuits de Sibérie par : « Mon ami, le pilote Estienne… ».

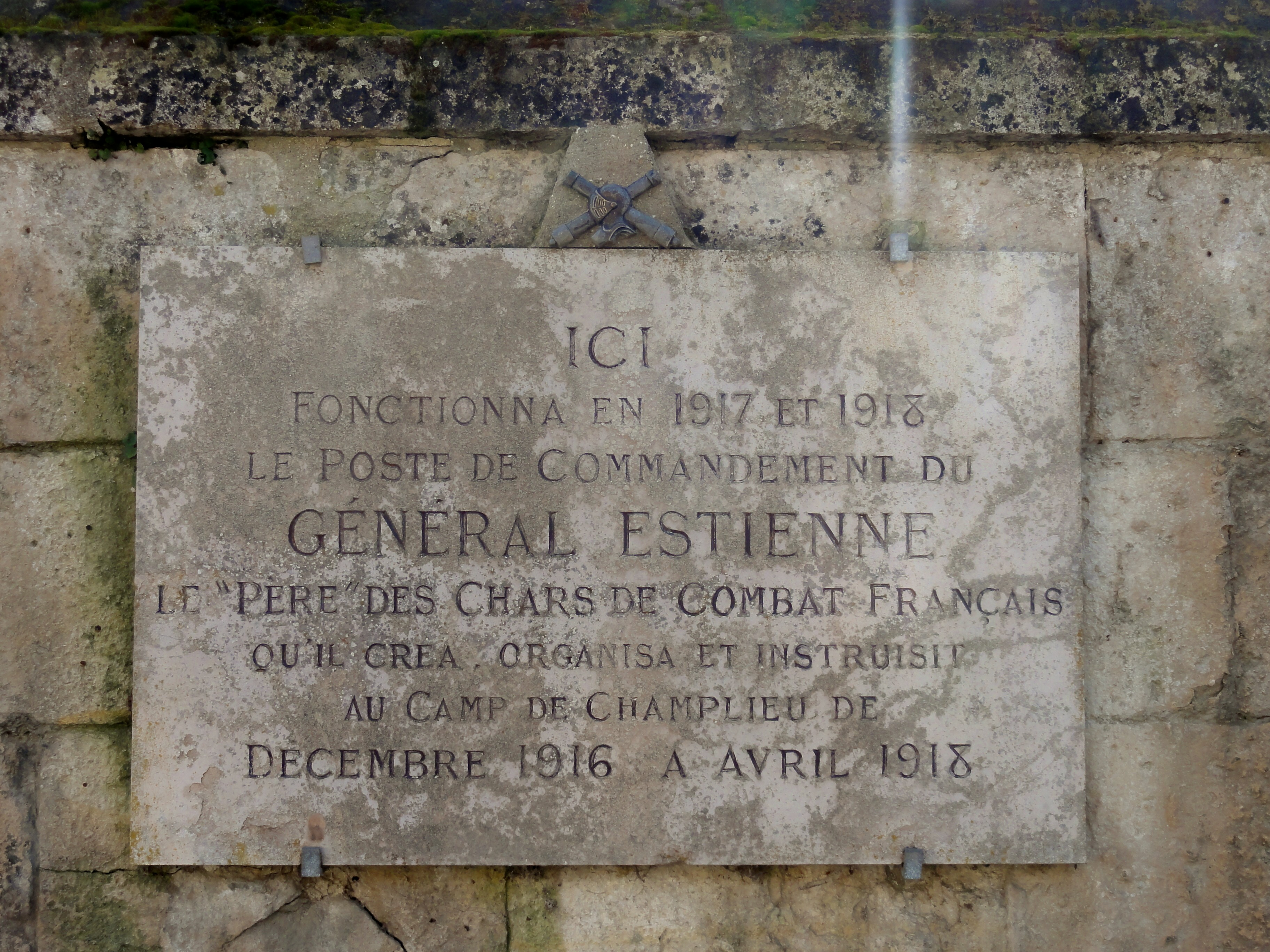
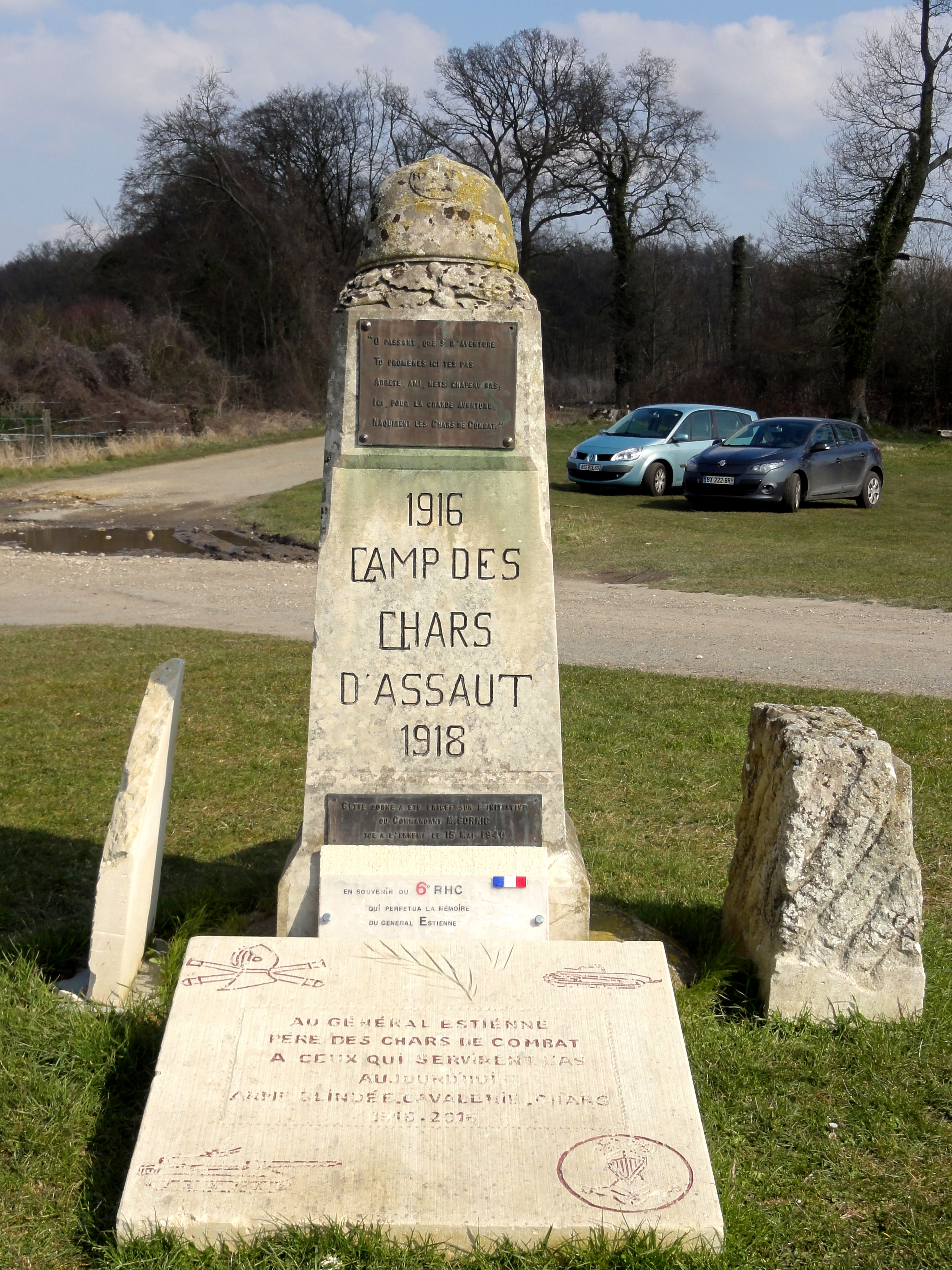

## Description
Le jardin d'agrément du château est inscrit à l'Inventaire général du patrimoine culturel. 

## Protection
Les façades et toitures, l'escalier central et le mur d'enceinte sont inscrits au titre des monuments historiques par arrêté du 30 mars 1989. Le château en totalité ainsi que le jardin d'agrément sont inscrits par arrêté du 9 avril 2024.